# تتراد
تتراد ساختاری چهار کروماتیدی است که از کنار هم قرار گرفتن طولی دو کروموزوم همتا که هر کدام دو کروماتید خواهری دارند در مرحله پروفاز I میوز به وجود می‌آید. در فرایند تخمک سازی زنان در هنگام اولین تقسیم میوزی اووسیت اولیه کروموزوم‌های غیر همتا نیز ساختار چهار کروماتیدی تتراد را تشکیل می‌دهند